# Puchheim
Puchheim er en kommune i Landkreis Fürstenfeldbruck der ligger i den vestlige del af Regierungsbezirk Oberbayern i den tyske delstat Bayern. Den deler sig i gammel, landligt præget bykerne og en mere moderne bydel omkring banegården, fra begyndelsen af det 20. århundrede.

## Geografi
Puchheim ligger i den ydersgt østlige del af landkreisen, omkring 8 km øst for Fürstenfeldbruck og 18 km vest for Münchens centrum. Gennem Pucheim går motorvejen B2.

### Nabokommuner
Mod nordøst grænser Puchheim til Gröbenzell som den nærmest er vokset sammen med. Mod øst ligger byen München, mod syd Germering. Mod sydvest ligger Alling, mod vest Eichenau og mod nord Olching.
- Wikimedia Commons har flere filer relateret til Puchheim